# Родобрана

Логотип Родобрани

«Родобрана» («словац. Rodobrana, дос. «Домозахисна організація/Захист нації»») — словацька воєнізована організація створенна представниками Словацької народної партії.
Організація офіційно існувала з 1923 по 1927 рік на території Першої Чехословацької республіки, коли влада наказала її розпустити, хоча багато її членів продовжували працювати в інших партійних організаціях.Це був попередник Глінківської гвардії . Згідно з декретом Бенеша № 16/1945 Зб.Членство в «Родобрані» каралося позбавленням волі на строк від 5 до 20 років або довічним ув'язненням за обтяжуючих обставин.

## Додаткова інформація
- Jelinek, Yeshayahu (1971). Storm-Troopers in Slovakia: The Rodobrana and the Hlinka Guard. Journal of Contemporary History. 6 (3): 97—119. doi:10.1177/002200947100600307. JSTOR 259881.